# Konasale, Maddur
Konasale là một làng thuộc tehsil Maddur, huyện Mandya, bang Karnataka, Ấn Độ.